# Jean-Yves Bras
Jean-Yves Bras (né à Nantes le 9 juin 1945) est un musicographe français.

## Biographie
Jean-Yves Bras a fait sa carrière à Radio France  comme bibliothécaire de l’Orchestre National de France avant de diriger la Documentation musicale jusqu’en 1999. Il a été invité à participer à plusieurs émissions sur France Musique et France Culture et à des chroniques sur Radio France International (RFI). Critique de disques pendant une trentaine d’années à la revue Diapason, il a également pris part à la rédaction de nombreux ouvrages : Les Clefs de la musique (Éditions de l’Illustration), Le Dictionnaire des interprètes (Bouquins/Laffont), écrit de nombreuses notices de disques (Erato, Harmonia Mundi, Lyrinx, etc.) ainsi que les programmes de concerts de l’Orchestre National de Lille de 1992 à 2012. Il a été directeur artistique du Festival du Marais à Paris au début des années 1980 et du Festival Chopin à Paris de sa création en 1982 à 2015.

## Publications
- Alain Pâris (dir.), Jean-Yves Bras (collaborateur) et al., Dictionnaire des interprètes et de l'interprétation musicale depuis 1900, Robert Laffont, 1982, 1995, 2004[3],[4],[5].
- Catalogue de l'œuvre d'Alkan (avec François Luguenot), Société d'Alkan, 1989, 6 p.  (ISBN 9782908238013).
- Les Courants musicaux du XXe siècle ou La musique dans tous ses états, Papillon, 2003, rééd. 2007, 301 p.  (ISBN 978-2940310135).
- Carlo Maria Giulini, éditions Bleu Nuit, 2007, 192 p.  (ISBN 978-2913575813).
- La Troisième oreille, Pour une écoute active de la musique, Fayard, 2013, 300 p.  (ISBN 978-2213672496)[6],[note 1].
- Site internet sur le chef d'orchestre Walther Straram
- Site internet sur le compositeur et chef d'orchestre André Caplet
- Site internet en relation avec le livre Les Courants musicaux au XXe siècle
- Site internet en relation avec le livre sur Carlo Maria Giulini et notamment sa discographie complète.
- Site internet en relation avec le livre La Troisième oreille pour une écoute active de la musique.